# Asienspiele 1986/Badminton
Titelträger im Badminton wurden bei den Asienspielen 1986 in Seoul in fünf Einzel- und zwei Mannschaftsdisziplinen ermittelt.

## Medaillengewinner
| Disziplin        | Gold | Silber | Bronze |
| ---------------- | --- | --- | --- |
| Herreneinzel     | Zhao Jianhua | Yang Yang | Sung Han-kuk |
| Herreneinzel     | Zhao Jianhua | Yang Yang | Park Sung-bae |
| Dameneinzel      | Han Aiping | Li Lingwei | Hwang Hye-young |
| Dameneinzel      | Han Aiping | Li Lingwei | Kim Yun-ja |
| Herrendoppel     | Park Joo-bong Kim Moon-soo                                                                                               | Li Yongbo Tian Bingyi                                                                                              | Ding Qiqing Chen Kang |
| Herrendoppel     | Park Joo-bong Kim Moon-soo                                                                                               | Li Yongbo Tian Bingyi                                                                                              | Liem Swie King Bobby Ertanto                                                                                              |
| Damendoppel      | Guan Weizhen Lin Ying | Yoo Sang-hee Kim Yun-ja                                                                                            | Rosiana Tendean Imelda Wiguna                                                                                             |
| Damendoppel      | Guan Weizhen Lin Ying | Yoo Sang-hee Kim Yun-ja                                                                                            | Kimiko Jinnai Sumiko Kitada                                                                                               |
| Mixed            | Park Joo-bong Chung Myung-hee                                                                                            | Lee Deuk-choon Chung So-young                                                                                      | Jiang Guoliang Lin Ying                                                                                                   |
| Mixed            | Park Joo-bong Chung Myung-hee                                                                                            | Lee Deuk-choon Chung So-young                                                                                      | Xiong Guobao Qian Ping |
| Herrenmannschaft | Südkorea Choi Byung-hak Kim Chang-kook Kim Joong-su Kim Moon-soo Lee Deuk-choon Park Joo-bong Park Sung-bae Sung Han-kuk | Volksrepublik China Chen Kang Ding Qiqing Jiang Guoliang Li Yongbo Tian Bingyi Xiong Guobao Yang Yang Zhao Jianhua | Indonesien Bobby Ertanto Christian Hadinata Eddy Hartono Eddy Kurniawan Liem Swie King Lius Pongoh Icuk Sugiarto Hadibowo |
| Herrenmannschaft | Südkorea Choi Byung-hak Kim Chang-kook Kim Joong-su Kim Moon-soo Lee Deuk-choon Park Joo-bong Park Sung-bae Sung Han-kuk | Volksrepublik China Chen Kang Ding Qiqing Jiang Guoliang Li Yongbo Tian Bingyi Xiong Guobao Yang Yang Zhao Jianhua | Indien Leroy D’sa Vimal Kumar Ravi Kunte Sanat Misra Syed Modi Prakash Padukone Uday Pawar                                |
| Damenmannschaft  | Volksrepublik China Gu Jiaming Guan Weizhen Han Aiping Li Lingwei Lin Ying Qian Ping Wu Jianqiu Zheng Yuli               | Japan Kimiko Jinnai Sumiko Kitada Harumi Kohara Hisako Takamine Atsuko Tokuda Yoshiko Yonekura                     | Indonesien Verawaty Fajrin Sarwendah Kusumawardhani Elizabeth Latief Ivanna Lie Rosiana Tendean Imelda Wiguna             |
| Damenmannschaft  | Volksrepublik China Gu Jiaming Guan Weizhen Han Aiping Li Lingwei Lin Ying Qian Ping Wu Jianqiu Zheng Yuli               | Japan Kimiko Jinnai Sumiko Kitada Harumi Kohara Hisako Takamine Atsuko Tokuda Yoshiko Yonekura                     | Südkorea Chung Myung-hee Chung So-young Hwang Hye-young Kang Haeng-suk Kim Ho-ja Kim Yun-ja Lee Myung-hee Yoo Sang-hee    |

## Medaillenspiegel
| Platz | Land                | Gold | Silber | Bronze | Gesamt |
| ----- | ------------------- | ---- | ------ | ------ | ------ |
| 1     | Volksrepublik China | 4    | 4      | 3      | 11     |
| 2     | Südkorea            | 3    | 2      | 5      | 10     |
| 3     | Japan               | 0    | 1      | 1      | 2      |
| 4     | Indonesien          | 0    | 0      | 4      | 4      |
| 5     | Indien              | 0    | 0      | 1      | 1      |